# Traces of Sadness
Traces of Sadness (dt: „Spuren von Traurigkeit“) ist das zweite Studioalbum der estnischen Pop-Rock-Girlgroup Vanilla Ninja. Es wurde in Deutschland und Österreich mit Gold ausgezeichnet.

## Inhalt und Produktion
Das Album Traces of Sadness enthält neben zwölf Titeln zwei so genannte „Extended-Versionen“. Hierbei sind die Stücke Traces of Sadness und Heartless um ein paar Minuten verlängert wurden. Zudem befinden sich zwei Musikvideos auf dem Album. Musikalisch finden sich balladenartige Stücke („When the Indians Cry“) wie auch härtere Songs („Metal Queen“) auf dem Longplayer. „Traces of Sadness“ wurde zum zweiterfolgreichsten Album der Karriere von Vanilla Ninja. Es konnte sich mehr als 110.000-mal verkaufen.
Im Album-Begleitheft, das komplett in Blautönen erstellt ist, befinden sich viele Bandfotos, aber auch Einzelbilder der Estländerinnen. Zudem gibt es Unterschriften aller Bandmitglieder. Alle zwölf Songtexte sind im Booklet nachzulesen. Beworben wurde die CD vom Privatsender RTL II. Im Booklet bedanken sich die Sängerinnen bei Peter Weihe, Markus Wienstroer, Pit Low, Udo Arndt, Christoph Leis-Bendorff und Gary Jones, die bei der Entstehung des Albums mitgearbeitet haben.
Produziert wurde das Album von David Brandes, der auch schon für Gracia Baur und die Gruppe N-Euro aktiv war, und Jane Tempest. Veröffentlicht wurde „Traces of Sadness“ über Brandes’ eigenes Independent-Label BROS Music mit Sitz in Weil am Rhein, wo sich auch Brandes’ Tonstudio Bros Music Studio befindet. Domenico Labarile, Pit Löw, Christoph Leis-Bendorff und David Brandes programmierten die Songs. Die Gitarren spielten Peter Weihe und Markus Wienstroer ein. Geschrieben wurden alle Texte von Bernd Meinunger, der unter dem Pseudonym „John O’Flynn“ auftrat.
Die Titel „Tough Enough“, „Stay“, „Don’t Go Too Fast“ und „Heartless“ wurden von Udo Arndt gemischt, „When the Indians Cry“ hingegen von Ronald Prent in Belgien im Galaxy Studio. Die restlichen Lieder komponierte Brandes zusammen mit Tempest. When the Indians Cry ist auf dem Album noch in der Version zu hören, in der Lenna Kuurmaa und Maarja Kivi singen, da Kivi erst nach der Veröffentlichung der Single Liar die Band verließ. Für die Auskopplung des Titels als Single wurde der Song neu komponiert. Hierbei übernahm Triinu Kivilaan den Part von Kivi. Keyboarderin Katrin Siska beteiligt sich beim Singen, wie auch bereits beim Debütalbum Vanilla Ninja, welches 2003 erschien, nicht.

## Limitierte Ausgabe
Am 29. November 2004 wurde eine „Limited Edition“ des Albums veröffentlicht. Darauf sind Unplugged- und Classical-Versionen ihrer Titel zu hören. Hierbei entfällt When the Indians Cry, dass in einer Weihnachtsversion als „Light of Hope“ zu hören ist. Und auch der von Piret Järvis gesungene Titel Wherever ist durch eine Unplugged-Version des Stückes „Blue Tattoo“, welche hier erstmals zu hören war, ersetzt. Weiterhin wurden Videos zu den Singles „Liar“ und „When the Indians Cry“ und ein Fanposter hinzugefügt. Auch die zwei Extended-Versionen, die auf der Standard-CD zu finden sind, entfallen auf der Limited Edition.

## Japanische Version
„Traces of Sadness“ wurde am 31. Januar 2005 auch in Japan veröffentlicht. Die dort erschienene Version enthält das Musikvideo zu „Tough Enough“ und ein Konzertvideo zu „Liar“, welches in Estland aufgenommen wurde. Die Titelliste ist dieselbe wie die des Originalalbums.

## Titellisten
Album Titelliste
| #   | Titel                                | Dauer |
| --- | ------------------------------------ | ----- |
| 1.  | Tough Enough (Single-Version)        | 3:24  |
| 2.  | Traces of Sadness                    | 3:23  |
| 3.  | Stay                                 | 3:54  |
| 4.  | When the Indians Cry (Album-Version) | 3:44  |
| 5.  | Don’t Go Too Fast (Single-Version)   | 3:14  |
| 6.  | Heartless (Single-Version)           | 3:51  |
| 7.  | Liar (Single-Version)                | 3:38  |
| 8.  | Don’t You Realize                    | 3:52  |
| 9.  | Wherever                             | 3:26  |
| 10. | Metal Queen                          | 3:27  |
| 11. | Looking for a Hero                   | 3:55  |
| 12. | Destroyed by You                     | 3:54  |
| 13. | Traces of Sadness (Extended-Version) | 5:56  |
| 14. | Heartless (Extended-Version)         | 7:38  |
| 15. | Tough Enough (Video)                 | 3:24  |
| 16. | Don’t Go Too Fast (Video)            | 3:11  |

Titelliste der Limited Edition
| #   | Titel                                  | Dauer |
| --- | -------------------------------------- | ----- |
| 1.  | Blue Tattoo (Unplugged-Version)        | 4:09  |
| 2.  | Tough Enough (Unplugged-Version)       | 3:26  |
| 3.  | Don’t Go Too Fast (Unplugged-Version)  | 3:18  |
| 4.  | Liar (Unplugged-Version)               | 3:38  |
| 5.  | Stay (Unplugged-Version)               | 3:54  |
| 6.  | Metall Queen (Unplugged-Version)       | 3:44  |
| 7.  | Destroyed by You (Unplugged-Version)   | 3:53  |
| 8.  | Don’t You Realize (Classical-Version)  | 3:49  |
| 9.  | Heartless (Classical-Version)          | 3:54  |
| 10. | Traces of Sadness (Classical-Version)  | 3:33  |
| 11. | Looking for a Hero (Classical-Version) | 4:18  |
| 12. | Light of Hope                          | 3:39  |
| 13. | Liar (Video)                           | 3:38  |
| 14. | When the Indians Cry (Video)           | 3:45  |

## Leadsängerinnen
| Lenna Kuurmaa                     | Maarja Kivi                               | Kuurmaa und Piret Järvis | Kuurmaa und Kivi     | Kuurmaa, Järvis und Kivi |
| --------------------------------- | ----------------------------------------- | ------------------------ | -------------------- | ------------------------ |
| Heartless (auch Extended-Version) | Traces of Sadness (auch Extended-Version) | Wherever                 | When the Indians Cry | Stay                     |
| Metal Queen                       | Don’t You Realize                         |                          | Tough Enough         | Liar                     |
| Looking for a Hero                |                                           |                          | Don’t Go Too Fast    |                          |
| Destroyed by You                  |                                           |                          |                      |                          |

## Singleauskopplungen

### Chartplatzierungen
| Jahr | Titel                | Höchstplatzierung, Gesamtwochen, AuszeichnungChartplatzierungen (Jahr, Titel, , Platzierungen, Wochen, Auszeichnungen, Anmerkungen) | Höchstplatzierung, Gesamtwochen, AuszeichnungChartplatzierungen (Jahr, Titel, , Platzierungen, Wochen, Auszeichnungen, Anmerkungen) | Höchstplatzierung, Gesamtwochen, AuszeichnungChartplatzierungen (Jahr, Titel, , Platzierungen, Wochen, Auszeichnungen, Anmerkungen) | Anmerkungen                             |
| Jahr | Titel                | DE | AT | CH | Anmerkungen                             |
| ---- | -------------------- | --- | --- | --- | --------------------------------------- |
| 2003 | Tough Enough         | DE13 (21 Wo.)DE | AT16 (21 Wo.)AT | CH52 (20 Wo.)CH | Erstveröffentlichung: 24. November 2003 |
| 2004 | Don’t Go Too Fast    | DE23 (10 Wo.)DE | AT21 (13 Wo.)AT | — | Erstveröffentlichung: 22. März 2004     |
| 2004 | Liar                 | DE23 (9 Wo.)DE | AT22 (13 Wo.)AT | CH43 (8 Wo.)CH | Erstveröffentlichung: 24. Mai 2004      |
| 2004 | When the Indians Cry | DE8 (13 Wo.)DE | AT7 (15 Wo.)AT | CH27 (11 Wo.)CH | Erstveröffentlichung: 23. August 2004   |

### Musikvideos
| Jahr | Titel                | Dauer | Regisseur(e)                                                       | Drehort(e)              |
| ---- | -------------------- | ----- | ------------------------------------------------------------------ | ----------------------- |
| 2003 | Tough Enough         | 3:24  | Mathias Vielsäcker, Christoph Mangler                              | Berlin, Deutschland     |
| 2004 | Don’t Go Too Fast    | 3:11  | Mathias Vielsäcker, Christoph Mangler                              | Berlin, Deutschland     |
| 2004 | Liar                 | 3:36  | Carsten Gutschmidt, Bernard Wedig, Conchita Soares, Enrico Swienty | Deutschland             |
| 2004 | When the Indians Cry | 3:32  | Mathias Vielsäcker, Christoph Mangler                              | Playa Caragol, Mallorca |

## Verfilmungen
Traces of Sadness (Live in Estonia) ist ein in der estnischen Hauptstadt Tallinn gespieltes Live-Konzert der Girlgroup vor etwa fünfzehn tausend Fans. Das Konzert dauerte 90 Minuten. Im August 2004 erschien dieses Konzert auf DVD und wurde in Sat.1 ausgestrahlt.

## Rezeption

### Chartmanipulationsvorwürfe
„Traces of Sadness“ gehörte 2005 zu den Alben, die Teil eines so genannten Chartskandals waren. Hierbei soll Produzent David Brandes verschiedene Personen dafür bezahlt haben, CDs von Vanilla Ninja, Gracia Baur und Virus Incorporation zu kaufen, um diese somit höher in den Charts platzieren zu lassen. Brandes bezog rund zwei Wochen später Stellung zu den Vorwürfen und gab an, die Angelegenheit „aufklären“ zu wollen. Brandes äußerte sich zu den „Hamsterkäufen“ damit, dass es „quasi zum Tagesgeschäft gehöre“. Am 19. April 2005 gab David Brandes in der Talkshow Johannes B. Kerner an, 2.000 CDs seiner eigenen Künstler gekauft zu haben. Die Zahl von Media Control, wonach er 31.000 CDs erworben haben soll, wies er entschieden zurück.

### Rezensionen
| Professionelle Bewertungen | Professionelle Bewertungen |
| -------------------------- | -------------------------- |
| Kritiken                   |                            |
| Quelle                     | Bewertung                  |
| Laut                       | [ 16 ]                     |

„Die beste Stimme der Ninjas hat […] Piret, die von allen Bandmitgliedern am natürlichsten wirkt. Maarjas Stimme klingt in manchen Songs etwas unangenehm, […] Die Songs auf „Traces of Sadness“ Passen perfekt zum Image der Band, haben Hitpotenzial und hören sich auch richtig gut an. Leider wirkt das Album dabei sehr unpersönlich. […] Abwechslung gibt es kaum.
Einzig und allein die wunderschöne Powerballade „When the Indians Cry“ sticht aus dem Einheitsbrei hervor. […] Dicht gefolgt von den wirklich guten Rock/Pop-Song „Wherever“. […] Wer mehr auf härtere Rocknummern steht, ist mit „Liar“ und „Metal Queen“ wohl am besten bedient.“

## Kommerzieller Erfolg

### Chartplatzierungen
| ChartsChartplatzierungen | Höchstplatzierung | Wochen |
| ------------------------ | ----------------- | ------ |
| Deutschland (GfK)        | 3 (41 Wo.)        | 41     |
| Österreich (Ö3)          | 4 (33 Wo.)        | 33     |
| Schweiz (IFPI)           | 14 (44 Wo.)       | 44     |

| ChartsJahrescharts (2004) | Platzierung |
| ------------------------- | ----------- |
| Deutschland (GfK)         | 32          |
| Österreich (Ö3)           | 47          |
| Schweiz (IFPI)            | 61          |

Zudem erreichte das Album Platz 37 in Polen für elf Wochen und Platz 15 in Japan.

### Auszeichnungen für Musikverkäufe
| Land/Region        | Auszeichnungen für Musikverkäufe (Land/Region, Auszeichnung, Verkäufe) | Verkäufe |
| ------------------ | ---------------------------------------------------------------------- | -------- |
| Deutschland (BVMI) | Gold                                                                   | 100.000  |
| Österreich (IFPI)  | Gold                                                                   | 15.000   |
| Insgesamt          | 2× Gold ·                                                              | 115.000  |